# Ligne Tōkyū Ōimachi
La ligne Tōkyū Ōimachi (東急大井町線, Tōkyū Ōimachi-sen) est une ligne ferroviaire de la compagnie privée Tōkyū dans la région de Kantō au Japon. Elle relie la gare d'Ōimachi à Tokyo à celle de Mizonokuchi à Kawasaki dans la préfecture de Kanagawa. C'est une ligne avec un fort trafic de trains de banlieue.
Sur les cartes, la ligne Ōimachi est de couleur orange et les gares sont identifiées par les lettres OM suivies d'un numéro.

## Histoire
La ligne a été construite par le Chemin de fer électrique de Meguro-Kamata (目黒蒲田電鉄) de 1927 à 1929. La ligne prend son nom actuel en 1979.

## Caractéristiques

### Ligne
- Longueur : 12,4 km
- Ecartement : 1 067 mm
- Alimentation : 1 500 Vcc par caténaire

### Interconnexion
Certains trains sont interconnectés avec la ligne Den-en-toshi.

### Liste des gares
La ligne comporte 18 gares, identifiées de OM01 à OM16.
| Numéro | Gare             | Nom japonais | Distance (km) | Correspondances                                                               | Localisation | Localisation           |
| ------ | ---------------- | ------------ | ------------- | ----------------------------------------------------------------------------- | ------------ | ---------------------- |
| OM01   | Ōimachi          | 大井町       | 0             | JR East : Keihin-Tōhoku TWR : Rinkai                                          | Shinagawa    | Tokyo                  |
| OM02   | Shimo-Shinmei    | 下神明       | 0,8           |                                                                               | Shinagawa    | Tokyo                  |
| OM03   | Togoshi-kōen     | 戸越公園     | 1,5           |                                                                               | Shinagawa    | Tokyo                  |
| OM04   | Nakanobu         | 中延         | 2,1           | Toei : Asakusa                                                                | Shinagawa    | Tokyo                  |
| OM05   | Ebaramachi       | 荏原町       | 2,7           |                                                                               | Shinagawa    | Tokyo                  |
| OM06   | Hatanodai        | 旗の台       | 3,2           | Tōkyū : Ikegami                                                               | Shinagawa    | Tokyo                  |
| OM07   | Kita-Senzoku     | 北千束       | 4,0           |                                                                               | Ōta          | Tokyo                  |
| OM08   | Ōokayama         | 大岡山       | 4,8           | Tōkyū : Meguro                                                                | Ōta          | Tokyo                  |
| OM09   | Midorigaoka (ja) | 緑が丘       | 5,3           |                                                                               | Meguro       | Tokyo                  |
| OM10   | Jiyūgaoka        | 自由が丘     | 6,3           | Tōkyū : Tōyoko                                                                | Meguro       | Tokyo                  |
| OM11   | Kuhombutsu       | 九品仏       | 7,1           |                                                                               | Setagaya     | Tokyo                  |
| OM12   | Oyamadai         | 尾山台       | 7,8           |                                                                               | Setagaya     | Tokyo                  |
| OM13   | Todoroki (ja)    | 等々力       | 8,3           |                                                                               | Setagaya     | Tokyo                  |
| OM14   | Kami-Noge        | 上野毛       | 9,2           |                                                                               | Setagaya     | Tokyo                  |
| OM15   | Futako-Tamagawa  | 二子玉川     | 10,4          | Tōkyū : Den-en-toshi                                                          | Setagaya     | Tokyo                  |
| -      | Futako-Shinchi   | 二子新地     | 11,1          | Tōkyū : Den-en-toshi                                                          | Kawasaki     | Préfecture de Kanagawa |
| -      | Takatsu          | 高津         | 11,7          | Tōkyū : Den-en-toshi                                                          | Kawasaki     | Préfecture de Kanagawa |
| OM16   | Mizonokuchi      | 溝の口       | 12,4          | Tōkyū : Den-en-toshi (interconnexion) JR East : Nambu (à Musashi-Mizonokuchi) | Kawasaki     | Préfecture de Kanagawa |

## Matériel roulant
La ligne Ōimachi est parcourue par les trains suivants :

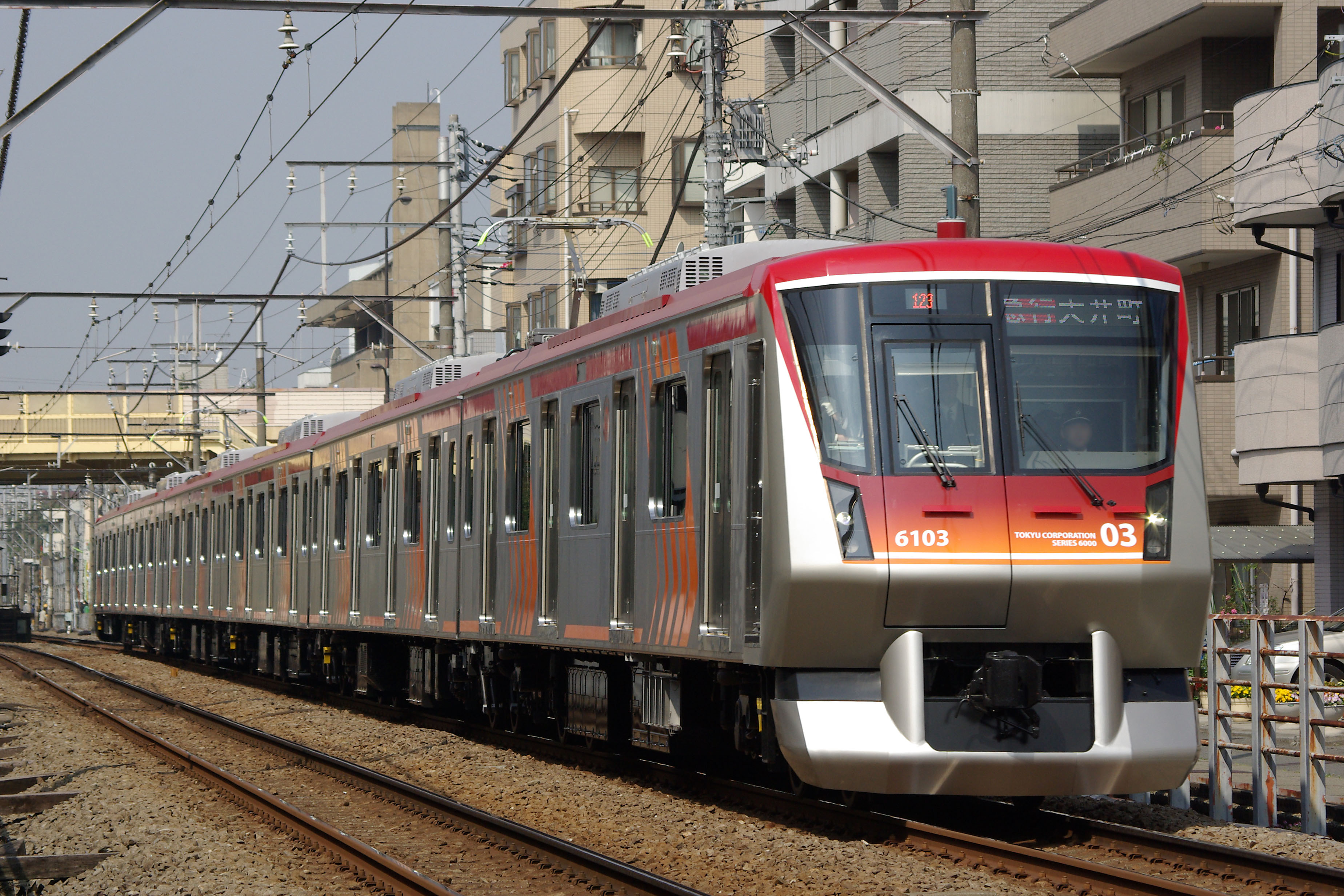
Série 6000
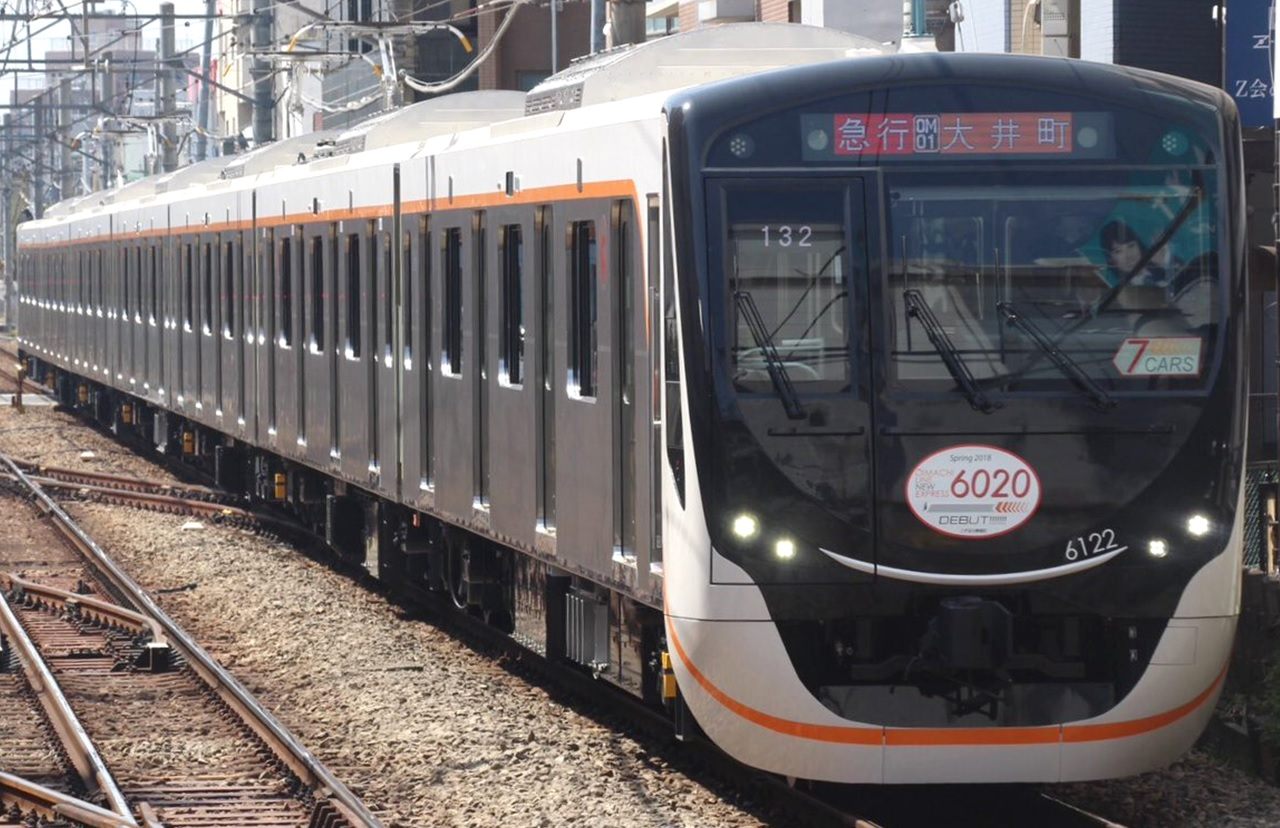
Série 6020
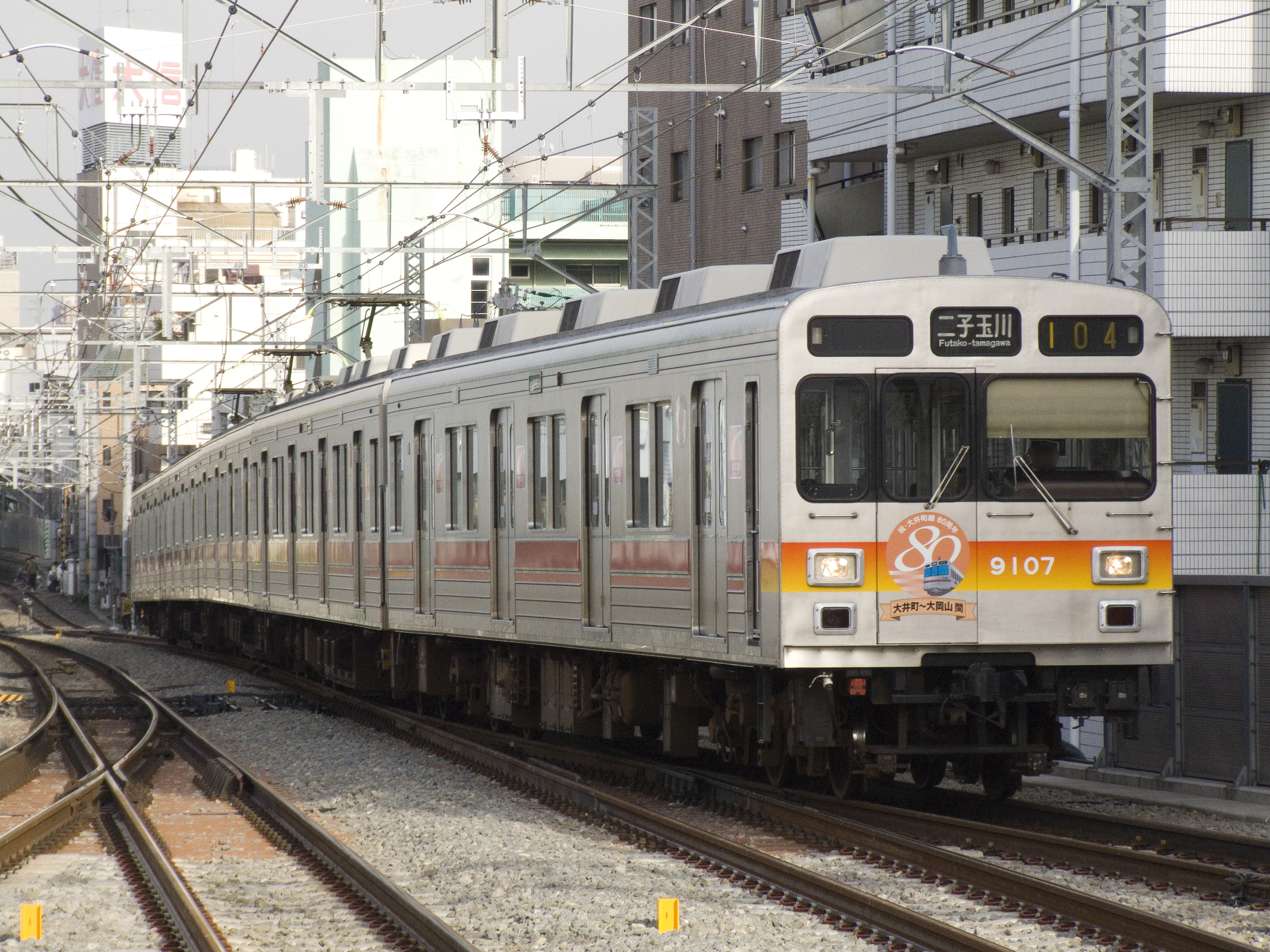
Série 9000
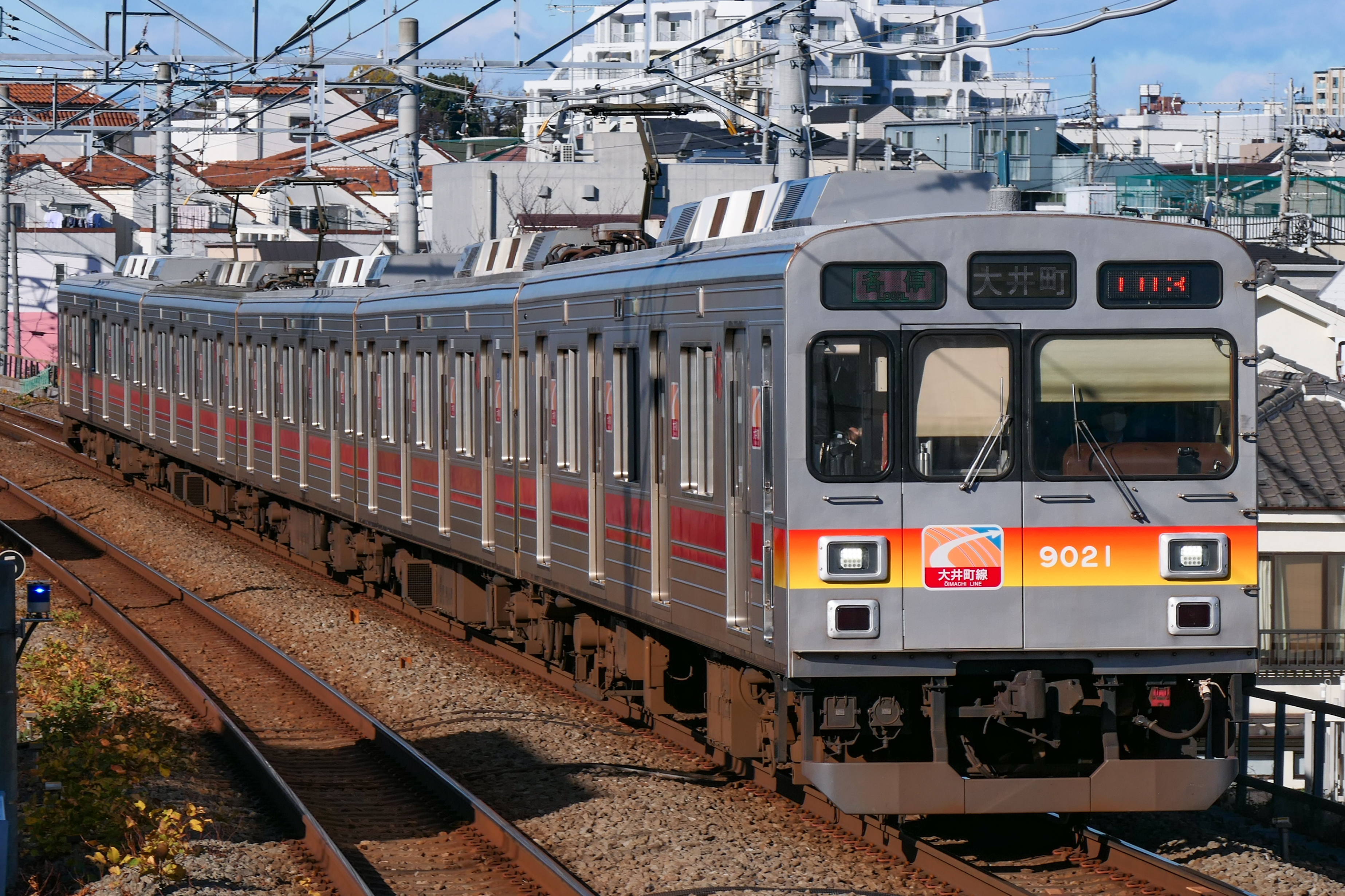
Série 9020